# Georgina Kwakye
Georgina Kwakye (Utrecht, 18 juni 1979) is een Nederlandse presentatrice, actrice, model en televisieproducente.

## Opvoeding
Kwakye heeft een Ghanese vader en een Hongaarse moeder. Haar achternaam wordt uitgesproken als 'Kwaatsie'. Doordat haar ouders werkten in binnen- en buitenland werd Kwakye voornamelijk opgevoed door haar Hongaarse grootouders.

## Opleiding en carrière
Na de havo volgde zij hbo Communicatie.

### Fotomodel
Kwakye was actief als fotomodel en model voor modeshows.

### Televisie
In 1999 werd Kwakye gevraagd auditie te doen voor de rol van Bibi Zuidgeest in de soapserie Goudkust. Kwakye besloot daar vanaf te zien om een algehele screentest te doen. Kwakye voelde zich toch vereerd en een jaar later deed ze auditie voor de rol van Terra Bloem in Goede tijden, slechte tijden. De rol ging uiteindelijk naar Chanella Hodge. De makers waren onder de indruk van Kwakye's auditie en schreven speciaal voor haar de rol van Gladys Bloem, Terra's jongere zusje. In eerste instante ging het om gastrol van drie maanden, maar uiteindelijk werd het een hoofdrol van bijna twee jaar. In overleg werd in 2002 besloten dat Kwakye's contract niet zou worden verlengd, het personage Gladys had niks meer te zoeken in Meerdijk en zodoende waren eigenlijk haar verhaallijnen op. Kwakye was op dat moment al in onderhandeling met MTV. De makers van de serie hadden eerder al aangegeven niet te weten welke kant ze op wilden met de zusjes Bloem. Kort daarvoor deed Kwakye ook auditie voor de rol van Natasja in Volle maan, maar moest deze voorbij laten gaan aan Jasmine Sendar, die ook al eerder de rol van Bibi Zuidgeest kreeg in Goudkust. Daarna vervulde Kwakye een bijrol in de komedieserie Brada's. Na 2002 verscheen Kwakye op tv als presentatrice en vj bij MTV's Da Groove, MTV Live, MTV Global en interviewt zodoende verscheidene muziekartiesten. Maar wegens budget tekort werd ook hier haar contract niet verlengd.
In 2003 rondde ze haar studie Communicatie af met een scriptie over 'Community Trade' bij The Body Shop Benelux. Daarna presenteerde ze in 2004 NCRV's kinderprogramma Buya Backstage.
Samen met collega Edgar Wurfbain maakte Kwakye in 2005 een documentaire over haar Ghanese vaders (een hartchirurg) projecten. Daarop richtten ze stichting Ghanasi op ter ondersteuning van educatie en gezondheidszorg in Ghana. Daarmee begon ze met de oprichting van een middelbare school in haar vaders geboortedorp.
In 2006 richtte Kwakye 'Georgies' op, een bedrijf waarmee ze produceert en presenteert op evenementen als Lowlands en het Drum Rhythm Festival en workshops presentatie geeft. Ze produceert programma's voor onder meer GoedTV (digitale zender over een betere samenleving) over mensen, culturen en eerlijke handel.
In 2008 en 2009 was Kwakye bezig met presenteerwerk voor RTV Op Reis, Z@ppelin Kindertelefoon, jongerenprogramma Flex M, Jouw Milieu op de Buis, EO's Heel Holland Helpt en haar eigen Ghanasi TV met Ghanese projectinformatie.